# Arvid Bruno
Johan Arvid Bruno, född 30 november 1881 i Enköping, död 14 april 1962 i Sigtuna, var en svensk skolman.
Bruno blev filosofie kandidat vid Uppsala universitet 1905, teologie kandidat 1908 och teologie licentiat 1913. Han var rektor för Ateneum för flickor i Stockholm 1913–1927 och för Sigtunastiftelsens Humanistiska Läroverk 1927–1948. Bruno var 1919–1927 ordförande i centralstyrelsen för Flick- och samskoleföreningen, 1939–1946 i Sigtuna skolråd och 1943–1946 i Sigtuna församlings kyrkofullmäktige. Han skrev flera avhandlingar, främst inom studiet av Gamla Testamentet, bland vilka märks Gibeon (1923), Micha (1923), Der Rhythmus der alttestamentlichen Dichtung (1930) och Das hebräische Epos (1935). 
.